# Clément Novalak
Clément Novalak, né le 23 décembre 2000 à Avignon, est un pilote automobile franco-suisse, engagé en Formule 2 de 2022 à 2024.

## Biographie

### 2011-2017: débuts en karting
Clément Novalak commence le karting à l'âge de dix ans et participe à plusieurs épreuves à travers l'Europe, notamment en France, en Suède, en Italie et au Royaume-Uni. Il reçoit le soutien d'Oliver Oakes, fondateur d'Hitech Racing, et remporte les WSK Racing Series en Junior en 2015. Courant sous les licences française, suisse et britannique durant sa carrière en karting, il remporte les WSK Racing Series en catégorie Senior en 2017.

### 2018-2019: débuts en monoplace

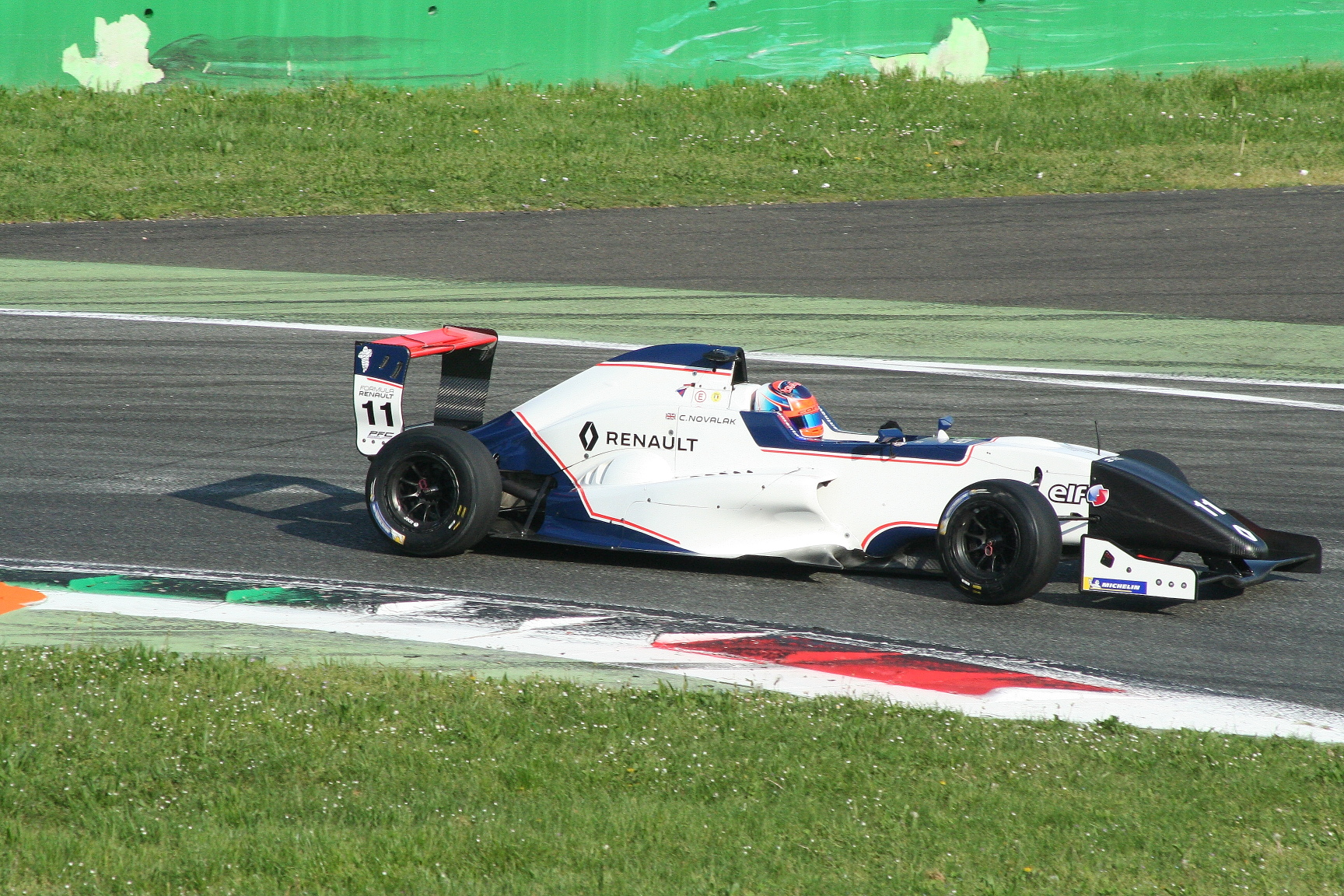
Clément Novalak en Formule Renault 2.0 en 2018 à Monza.

Ami proche de Marcus Armstrong, ce dernier le convainc de faire ses débuts en monoplace lors de l'hiver 2018 dans les Toyota Racing Series,. Cinquième et meilleur débutant avec deux victoires, il vit ensuite une saison difficile en Formula Renault Eurocup où il ne marque aucun point. 
Blessé pendant l'année, Novalak manque quelques courses, et décide de se concentrer sur le championnat de Grande-Bretagne de Formule 3 en 2019, qu'il remporte avec deux victoires. En fin d'année, il participe à deux des trois jours d'essais d'après-saison du championnat de Formule 3 FIA avec Carlin Motorsport.

### 2020-2021: passage en Formule 3 FIA

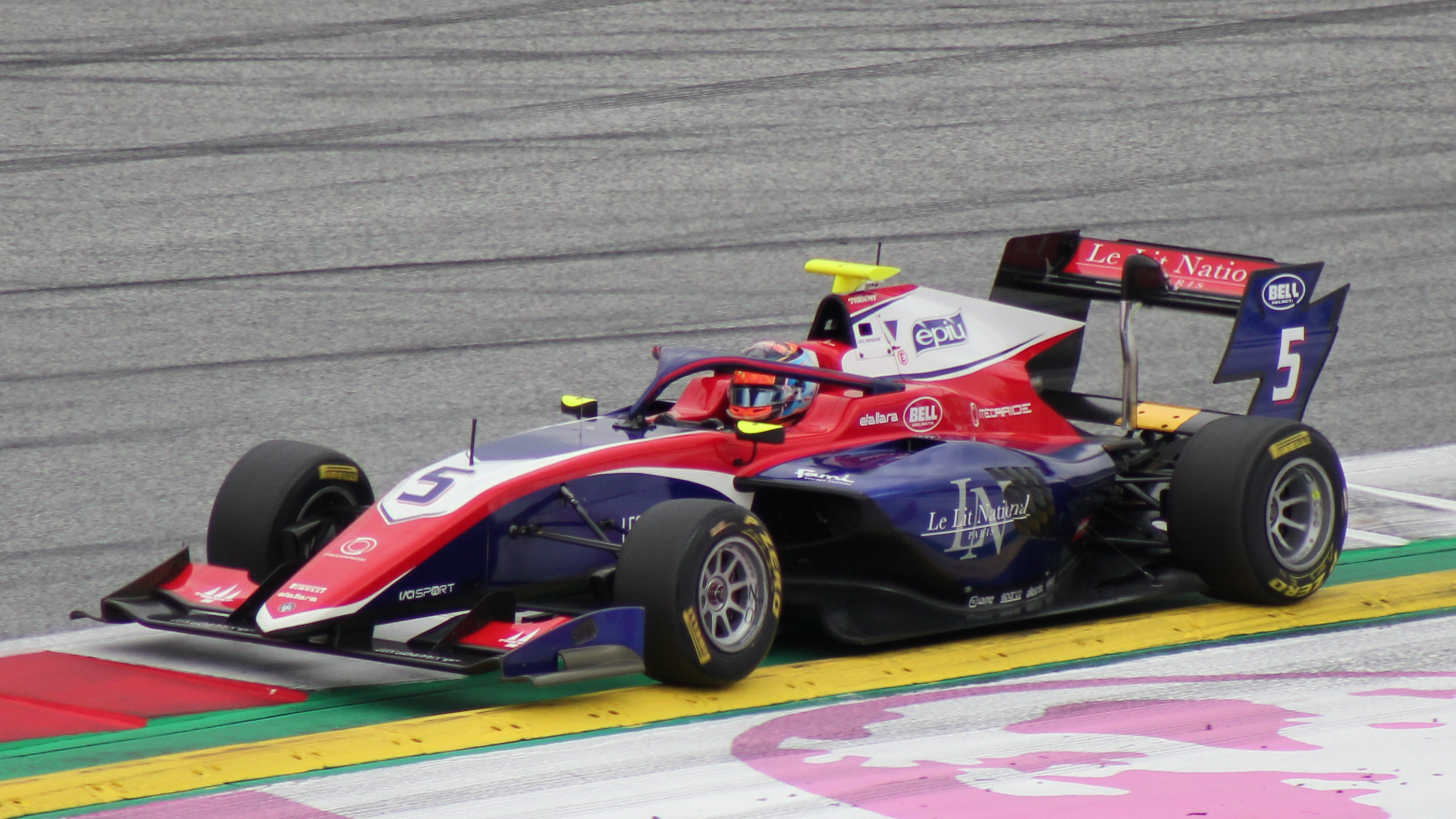
Clément Novalak sur le Red Bull Ring en Formule 3 FIA en 2021.

Clément Novalak rejoint officiellement Carlin pour la saison 2020 de Formule 3 FIA,. Dès le premier meeting de la saison, durant la course sprint, il monte sur son premier podium sur le Red Bull Ring. À Silverstone, quelques courses plus tard, il obtient son deuxième podium, frôlant la victoire face à David Beckmann. Dans une écurie Carlin en difficulté, où tous ses coéquipiers marquent un seul point à eux trois réunis, Novalak se distingue avec ces deux podiums et une douzième place finale au championnat. Après de nombreux essais en Formule 3 et en Formule 2 pendant l'hiver, il décide de rester en F3 pour la saison 2021 en rejoignant Trident Racing, deuxième meilleure équipe l'année passée. À partir de 2021, Clément Novalak roule pour la première fois de sa carrière en monoplace sous le drapeau français : « J'arrive dans des catégories de plus en plus internationales. En karting et en F3 anglaise, j'y portais peu d'attention, mais mes racines sont françaises. Je n'y ai pas vécu beaucoup mais j'y suis né et à chaque fois que je prends un train ou un avion en France, je me sens chez moi, donc c'était important de faire le changement cette année. ». Grâce à sa régularité durant la saison, il s'adjuge la troisième place du championnat avec quatre podiums.

### 2022-2023: arrivée en Formule 2

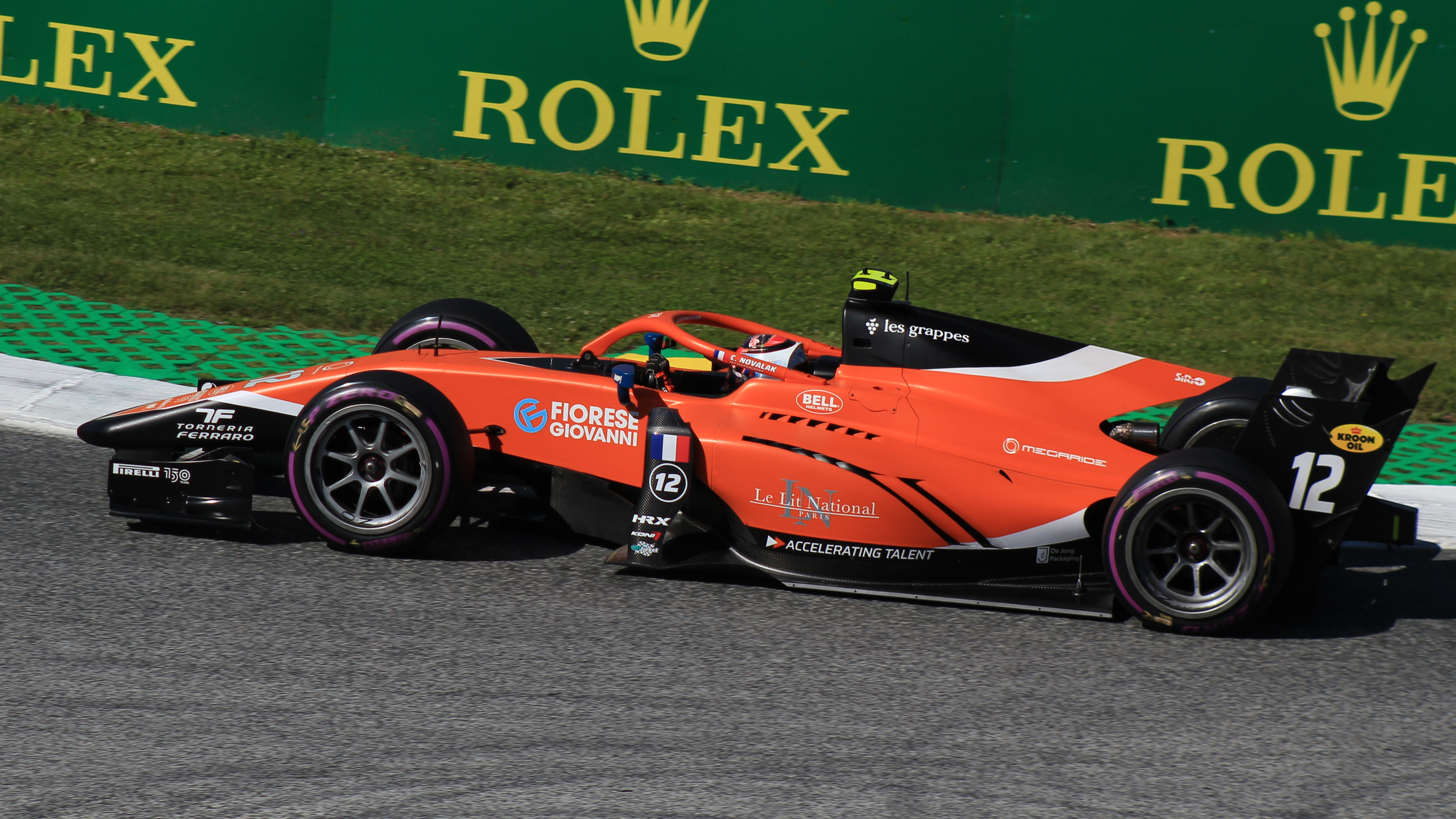
Novalak sur le Red Bull Ring en Formule 2 en 2022.

En 2022, Clément Novalak est officialisé chez MP Motorsport pour le championnat de Formule 2 FIA. Après un début de saison difficile, le pilote français obtient ses premiers points lors du meeting d'Imola grâce à une quatrième place, avant de terminer cinquième à Barcelone. Il franchit ensuite la ligne d'arrivée huitième lors de la course principale disputée au Paul-Ricard. Grâce à une deuxième place lors de la course sprint de Zandvoort, il s'adjuge son premier podium dans le championnat. Au terme de la saison, il se classe quatorzième avec 40 points.
L'année suivante, Novalak décide de quitter MP Motorsport, afin de s'engager avec Trident Racing. Il s'adjuge ses premiers points de l'année avec une septième place à Bakou. Au Red Bull Ring, il franchit la ligne d'arrivée de la course sprint en troisième position, mais est finalement disqualifié à cause d'une pression des pneumatiques inférieure à la limite requise. Lors de la course principale de l'épreuve de Zandvoort, après s'être élancé en treizième position, Novalak parvient à remonter dans le classement, jusqu'à prendre la tête au onzième tour. Malgré la pression exercée par Zane Maloney, le Français résiste et remporte son unique victoire dans le championnat. Il se classe dix-septième du championnat avec 28 points.

## Résultats en compétition automobile
| Saison                            | Championnat                                 | Écurie                | Courses | Victoires | Pole positions | Meilleurs tours | Podiums | Points inscrits | Classement |
| --------------------------------- | ------------------------------------------- | --------------------- | ------- | --------- | -------------- | --------------- | ------- | --------------- | ---------- |
| Carrière sous licence britannique |                                             |                       |         |           |                |                 |         |                 |            |
| 2018                              | Formula Renault Eurocup                     | Josef Kaufmann Racing | 17      | 0         | 0              | 0               | 0       | 0               | 23e        |
| 2018                              | Formula Renault 2.0 Northern European Cup   | Josef Kaufmann Racing | 6       | 0         | 0              | 0               | 0       | 0               | NC         |
| 2018                              | Championnat de Grande-Bretagne de Formule 3 | Carlin Motorsport     | 11      | 0         | 1              | 0               | 0       | 120             | 18e        |
| 2018                              | Toyota Racing Series                        | Giles Motorsport      | 15      | 2         | 1              | 3               | 4       | 711             | 5e         |
| 2019                              | Championnat de Grande-Bretagne de Formule 3 | Carlin Motorsport     | 24      | 2         | 2              | 1               | 8       | 505             | Champion   |
| 2020                              | Formule 3 FIA                               | Carlin Motorsport     | 18      | 0         | 0              | 2               | 2       | 45              | 12e        |
| Carrière sous licence française   |                                             |                       |         |           |                |                 |         |                 |            |
| 2021                              | Formule 3 FIA                               | Trident               | 20      | 0         | 0              | 2               | 4       | 147             | 3e         |
| 2021                              | Formule 2                                   | MP Motorsport         | 6       | 0         | 0              | 0               | 0       | 0               | 28e        |
| 2022                              | Formule 2                                   | MP Motorsport         | 28      | 0         | 0              | 1               | 1       | 40              | 14e        |
| 2023                              | Formule 2                                   | Trident               | 24      | 1         | 0              | 2               | 1       | 28              | 17e        |